# Kukla s millionami
Kukla s millionami é um filme de comédia soviético de 1928 dirigido por Sergey Komarov.

## Enredo
A milionária Madame Colley morre e sua fortuna passa para a sobrinha, que mora em Moscou. Pierre e Paul precisam encontrá-la.

## Elenco
- Igor Ilyinsky como Pierre Cuisinai
- Vladimir Fogel como Paul Cuisinai
- Galina Kravchenko
- Ada Vojtsik como Maria Ivanova
- Vladimir Chuvelyov
- Aleksandr Gromov
- Sergey Komarov
- Pavel Poltoratskiy